# Gayatri Rajapatni
Gayatri Rajapatni (Circa 1276?-1350) fue reina consorte del primer rey y fundador del Imperio Majapahit Kertarajasa Jayawardhana, y madre de la reina gobernante Tribhuwana Wijayatunggadewi de Majapahit. Devota budista, era la hija más joven de Kertanegara, rey de Singhasari. Fue una figura influyente dentro de la corte Majapahit y más tarde en su vida actuó como la matriarca de la dinastía Rajasa de Mahapahit. La tradición la menciona como una mujer de belleza extraordinaria y excepcional encanto, sabiduría e inteligencia.

## Primeros años
Gayatri fue criada como princesa en el palacio Tumapel de Kutaraja, la capital del reino Singhasari del este de Java. Su nombre, Gayatri, es el la diosa hinduista personificación de los himnos y mantras. Era la hija más joven del rey Kertanegara. Sus hermanas mayores eran Tribhuwaneswari, Prajnaparamitha, y Narendra Duhita. Kertanegara no tuvo ningún hijo varón como su heredero, en cambio tuvo estas cuatro hijas, apodadas como las cuatro princesas de Singhasari. El rey Kertanegara era un bien conocido partidario del budismo tántrico, es por ello altamente posible que Gayatri fuera expuesta desde sus primeros años al budismo y posteriormente se adhirió a la religión. La hermana mayor de Gayatri, Tribhuwaneswari se comprometió con Nararya Sangramawijaya (Raden Wijaya), un pariente de la familia extensa de Kertanegara, y probablemente preparado para ser su sucesor. Según la tradición, Gayatri es mencionada como una estudiante entusiasta y brillante en literatura, protocolo y sociedad, asuntos políticos y religiosos.
En 1292 Gayatri presenció la destrucción de su hogar, el reino Singhasari, bajo el ataque insospechado de Jayakatwang, duque de Gelang-gelang (Kediri). Sin embargo, sobrevivió y huyó ilesa del palacio en llamas, ocultando inmediatamente su identidad, escondiéndose y mezclándose entre los criados y esclavos capturados. Su hermana mayor, Tribhuwana, consiguió huir y reunirse con su marido, Raden Wijaya, mientras sus otras hermanas, Prajnaparamitha, y Narendra Duhita, fueron capturadas por las fuerzas enemigas y mantenidas como rehenes en Kediri. Durante un año permaneció en el palacio Kediri haciéndose pasar por una sirvienta.
George Coedes sostiene que Raden Vijaya y Gayatri Rajapatni se casaron antes de la revuelta de Jayakatwang, durante la que este fue asesinado.
En 1293 Raden Wijaya utilizando astutamente la ayuda de las fuerzas invasoras mongolas logró destruir las fuerzas de Jayakatwang en Kediri, y finalmente liberaron a Gayatri y rescataron a sus hermanas capturadas. El príncipe Nararya Sangrama Wijaya ascendió al trono con el nombre de Kertarajasa Jayawardhana en noviembre de 1293, y estableció el reino Majapahit. Tomó a Gayatri como su esposa, y también a sus hermanas; Prajnaparamitha, y Narendra Duhita, teniendo así a todas las hijas de Kertanegara como consortes. Esta acción fue probablemente motivada para fortalecer su reclamación al trono como el único sucesor de Kertanegara sin la injerencia de posibles pretendientes de las princesas. Otra opinión sugirió que su matrimonio con Prajnaparamita y Narendra Duhita fue solo una formalidad, un acto de compasión para salvar la reputación de la familia, porque probablemente durante su cautividad en Kediri, las dos princesas padecieron abusos y acoso severos que físicamente y psicológicamente las invalidaron para un matrimonio.

## Vida como reina consorte y reina viuda
Gayatri fue una de las cinco esposas de Kertarajasa. Además de las tres hermanas, hijas del rey Kertanegara y princesas de Singhasari, Kertarajasa también tomó como esposa a Dara Petak, princesa del reino malayo de Dharmasraya y la llamó Indreswari. Entre estas reinas, solo ella e Indreswari dieron hijos a Kertarajasa, mientras la primera esposa,Tribhuwaneswari, y otras mujeres parecen haber sido estériles. Indreswari tuvo un hijo y por ello el heredero, Jayanegara, mientras Gayatri le dio dos hijas, la princesa Tribhuwana Wijayatunggadewi y Rajadewi. La tradición menciona que Gayatri era la esposa favorita de Kertarajasa, que le otorgó un nombre nuevo "Rajapatni" o "Consorte del rajá (rey)", y la alabó como su pareja perfecta, la pareja real era comparada con la pareja divina; Shiva y Parvati. Parece haber tomado interés en Adityawarman, primo de Jayanegara del linaje malayo Dharmasraya. Ella cuidó atentamente su educación y desarrollo de su carrera, convirtiéndose en su patrocinadora y mecenas.
Durante el reinado de su hijastro Jayanegara, Gayatri adoptó la función de reina viuda, como la influyente matriarca del palacio Majapahit. Durante estos años supervisó el ascenso de la carrera de Gajah Mada, y probablemente actuó como su patrocinadora, mecenas y protectora, reclutando a Gajah Mada al servicio de su hija, Tribhuwana Wijayatunggadewi como oficial de confianza.

## Últimos años
En cierto momento durante los últimos años del reinado de Jayanegara, Gayatri renunció a los asuntos mundanos y se retiró como bhikkuni (monja budista). Tras la muerte de Jayanegara en 1328 sin hijos, era la única superviviente de la familia real de Majapahit porque tanto sus hermanas como Indreswari ya habían fallecido. Responsable de la sucesión al trono de Majapahit, Gayatri nombró a su hija Tribhuwana Wijayatunggadewi gobernante del reino en su nombre en 1329.
En 1350, Gayatri Rajapatni murió en su vihara (monasterio), posteriormente la reina gobernante Tribhuwana Wijayatunggadewi abdicó a favor de su hijo Hayam Wuruk que ascendió al trono en el mismo año. Su muerte marcó el ascenso de Hayam Wuruk al trono dado que Tribhuwana Tunggadewi era reina solo en nombre de Gayatri.
El Nagarakretagama escrito en 1365 por Prapanca durante el reinado de Hayam Wuruk, el nieto de Gayatri, describe la elaborada y solemne ceremonia sraddha dedicada al espíritu de la venerable Gayatri Rajapatni. Se le consagraron varios templos y fue póstumamente retratada como Prajnaparamita, en el budismo mahayana el boddhisattva femenino de la sabiduría trascendental. Algunas inscripciones mencionan las elevadas ofrendas y ceremonias celebradas por Adityawarman y Gajah Mada en honor al espíritu de Gayatri Rajapatni, lo que sugiere que ambos hombres debieron su carrera al patrocinio de la reina.